# クリスティ・レイク
クリスティ・レイク（Christi Lake,1965年12月12日 - ）は、アメリカ合衆国ミシガン州出身のポルノ女優。
ブルーカラーの労働者、ダンサーを経て1995年にポルノデビューし、作品を選ばず10年近くにわたり約200作品に出演した。XRCO殿堂のメンバーである。
ビリー・ヘリントンやヴァン・ダークホームと同様に、動画共有サイト「ニコニコ動画」における人気カテゴリである「レスリングシリーズ」のキャラの一人として認知されており、いわゆる「空耳」に由来する「プリンセス＊ケツホルデス」という愛称でファンに親しまれている。